# لاسلو فاغنر
لاسلو فاغنر (بالمجرية: Vágner László)‏ هو لاعب كرة قدم وحكم كرة قدم مجري، ولد في 24 ديسمبر 1955 في Vencsellő ‏ في المجر.

## وصلات خارجية
- لاسلو فاغنر على موقع Soccerway.com (الإنجليزية)